# Web đen
Web đen là tên gọi của báo chí tiếng Việt dành cho các trang web có nội dung không lành mạnh, thường bao gồm ảnh khỏa thân và các cảnh sinh hoạt tình dục, video phim khiêu dâm ở mọi dạng thức. Mặc dù chính Google và các công cụ tìm kiếm uy tín đã có một bộ phận đặc biệt chuyên lọc các trang web đen, song chỉ với một vài từ khóa qua các công cụ tìm kiếm này, hàng ngàn website với nội dung đồi trụy đã sẵn sàng mời đón người duyệt web. Số lượng các web đen bằng tiếng Việt thời gian gần đây xuất hiện ngày càng nhiều.